# Липоматоза бубрежног синуса
Липоматоза бубрежног синуса (ЛБС) представља абнормалну пролиферацију масног ткива око бубрежне карлице непознатог узрока , повезана са старењем, гојазношћу, вишком стероида, инфекцијама и калкулозом.

## Етиопатогенеза
Липоматоза реналног синуса настаје као последица:
- атрофије  бубрежног паренхима

- запаљење бубрежног паренхима,

- калкулозна болести

- старења,
- гојазности,
- егзогена примена или ендогена производња стероида која може изазвати абнормалну пролиферацију синусне масти.

Ова болест која се јавља ретко је бенигно стање у коме  периренална маст пролиферира око бубрега, мокраћовода и интрареналног сабирног система.
Може се јавити и као ретка компликација у трансплантираним бубрезима. Ова компликација описана је само у неколико случајева код прималаца графта, без значајних ефеката на бубрежну функцију.

## Клиничка слика
У почетку ЛБС је асимптомаска и без знакова оштећења бубрега. У каснијој фази липоматоза реналног синуса се клинички може манифестовати болом у левом боку и бубрезима.

## Дијагноза
Дијагноза се заснива на ултразвуку, магнетној резонанцији, компјутеризованој томографији, и на крају, перкутаној биопсији бубрега. 

## Диференцијална дијагноза
Диференцијално дијагностички треба имати у виду:
- туморе који садрже масноћу,
- паренхимску инфламацију повезану са ЛБС, као реакцију  на стероиде.